# Åmål (gemeente)
Åmål is een Zweedse gemeente in Dalsland. De gemeente behoort tot de provincie Västra Götalands län. Ze heeft een totale oppervlakte van 894,9 km² en telde 12.823 inwoners in 2004.

## Plaatsen
- Åmål (stad)
- Fengersfors
- Tösse
- Fröskog
- Edsleskog

Åmål · Bengtsfors · Dals-Ed · Färgelanda · Mellerud · Säffle · Vänersborg